# Nicholas Murray Butler
Nicholas Murray Butler (Elizabeth, New Jersey, 2 april 1862 – New York, 7 december 1947) was een Amerikaans filosoof, diplomaat en Nobelprijswinnaar. Hij was de 12e president van de Columbia-universiteit en president van de Carnegie Endowment for International Peace. In 1931 ontving hij de Nobelprijs voor de Vrede.

## Biografie

### Jonge jaren
Butler werd geboren als zoon van Mary Murray Butler en Henry Butler. Hij ging naar het Columbia College (de huidige Columbia-universiteit), alwaar hij in 1882 zijn Bachelor of Arts haalde, gevolgd door zijn Master in 1883 en zijn doctoraat in 1884. Vanwege zijn academische succes en andere vaardigheden noemde Theodore Roosevelt hem "Nicholas Miraculous."
In 1885 ging Butler studeren in Parijs en Berlijn. Hij werd een goede vriend van de Amerikaanse minister van Buitenlandse Zaken, Elihu Root. Dankzij Root ontmoette Butler ook Roosevelt en William Howard Taft. In de herfst van 1885 werd Butler lid van de staff van het filosofiedepartement aan het Columbia College.
In 1887 was Butler medeoprichter van de New York School for the Training of Teachers. Hij werd na de oprichting de eerste president van dit instituut, dat later fuseerde met de Columbia-universiteit. Van 1890 tot 1891 was Butler lezer aan de Johns Hopkins University in Baltimore. Gedurende de jaren 90 van de 19e eeuw diende hij in de Raad van Educatie van New jersey, en hielp de College Entrance Examination Board.

### Presidentschap van de Columbia-universiteit
In 1901 werd Butler uitvoerend president van de Columbia-universiteit, en in 1902 werd hij formeel president. Hij behield deze positie gedurende 43 jaar, en is daarmee tot op de dag van vandaag de langstzittende president van deze universiteit. Als president liet Butler de campus flink uitbreiden. Zo voegde hij nieuwe gebouwen, scholen en departementen toe, waaronder het Columbia-Presbyterian Medical Center, het eerste academische medisch centrum ter wereld. De Duitse keizer decoreerde hem met de IIe Klasse van de Orde van de Rode Adelaar.
Butler deed echter ook dingen die als controversieel werden gezien. Zoals veel Amerikaanse intellectuelen in de jaren 20 van de 20e eeuw, was hij een bewonderaar van de Italiaanse fascist Benito Mussolini. Hij probeerde culturele relaties op te richten tussen de Columbia-universiteit en Italiaanse instituten. Het bekendste voorbeeld hiervan was de Casa Italiana aan Amsterdam Avenue, welke vandaag de dag nog steeds bestaat.
Butler stichtte ook banden met universiteiten in nazi-Duitsland. In 1933 nodigde Butler Hans Luther, de Duitse ambassadeur in de Verenigde Staten, uit voor dit doel. Pas toen de dreiging van de nazi’s duidelijker werd zag Butler af van deze plannen en ging de Amerikaanse oorlog steunen.

### Politieke activiteiten
Butler was tussen 1888 en 1936 een afgevaardigde op elke Republikeinse Conventie. In 1912, toen vicepresident James S. Sherman een paar dagen voor de presidentsverkiezingen stierf, kreeg Butler de stemmen die Sherman anders zou hebben gekregen. Hij was tijdens deze verkiezingen de running mate van William Howard Taft.
In 1916 probeerde Butler de Republikeinse presidentsnominatie voor Elihu Root veilig te stellen. Tevens deed hij zelf een greep naar deze nominatie tijdens de verkiezingen van 1920 en 1928, maar zonder succes.
Butler was tegenstander van de drooglegging, daar hij inzag dat dit negatieve gevolgen had voor het land.

### Internationalist
Butler was het hoofd van de Lake Mohonk Conference on International Arbitration, die van 1907 tot 1912 periodiek samenkwam. In deze tijd werd hij ook president van de Amerikaanse tak van de International Conciliation. Butler speelde een grote rol bij het overhalen van Andrew Carnegie om 10 miljoen dollar te schenken aan de Carnegie Endowment for International Peace.
Butler werd het hoofd van internationale educatie en communicatie, richtte de Europese tak van Endowment op in Parijs, en was van 1925 tot 1945 president van de Endouwment. Voor zijn werk op dit gebied kreeg hij de Nobelprijs voor de Vrede.
Butler was van 1928 tot 1941 president van de elite pelgrimsgemeenschap, welke tot doel had om Anglo-Amerikaanse vriendschap te promoten.

### Persoonlijk leven
Butler trouwde in 1887. Uit dit huwelijk werd een dochter geboren. Zijn vrouw stierf in 1903. In 1907 trouwde Butler opnieuw.
In 1940 voltooide Butler zijn autobiografie. Toen hij in 1945 bijna blind werd, nam hij ontslag van alle posities die hij op dat moment had. Twee jaar later stierf hij. Hij ligt begraven op het Cedar Lawn Kerkhof in New Jersey.

## Nagedachtenis
Aan de Columbia-universiteit werd de filosofiebibliotheek naar Butler vernoemd. Na Butlers dood werd ook de academische bibliotheek naar hem vernoemd. Daarnaast stelde de universiteit een naar Butler vernoemde prijs in voor filosofie.